# マルティアリス
マルクス・ウァレリウス・マルティアリス（マールティアーリス、Mārcus Valerius Mārtiālis, 英: Martial, 38年～41年3月1日 - 101年～104年）はヒスパニア（イベリア半島）のアウグスタ・ビルビリス（現カラタユー）出身のラテン語詩人。古代ローマ皇帝ドミティアヌス、ネルウァ、トラヤヌスの統治期間にあたる西暦86年から103年の間に発表された12巻のエピグラム（エピグラムマタ、警句）の本で知られている。これら短くウィットに満ちた詩の中で、マルティアリスは町の生活や知人たちのスキャンダラスな行動を明るく風刺し、地方の教育をロマンティックに描いた。マルティアリスは全部で1561篇の詩を書き、そのうち1235篇はエレゲイオンの形式を使っている。マルティアリスは今日のエピグラムの始祖と見なされている。

## マルティアリスのエピグラム
マルティアリスの鋭敏な好奇心と観察力はそのエピグラムで明らかである。マルティアリスのエピグラムに対する変わらぬ文学的関心は、文学的な質の高さと同じくらい、その時代の人々の生活の生き生きした描写に起因する。マルティアリスのエピグラムは、マルティアリス自身が関わったこととともに、帝政ローマ期の日常生活の光景と残忍さをありありとよみがえらせる。次のエピグラムはローマ市の生活環境を描いたものである。
At mihi cella datur, non tota clusa fenestra,
In qua nec Boreas ipse manere velit.
-- 第7巻14（5〜6行）。大意「私は窓も閉まらない小さな家に住んでいる。ボレアス（北風）だってこんなところに住みたいとは思わないだろう」。
Jo-Ann Sheltonはこんなことを書いている。「古代の都市では火事は日常的な脅威であった。なぜなら当時は、建築材料に木が使われるのが一般的で、人々も焚き火やオイルランプを使用することが多かったからである。しかし、一部の人々は保険金を得るために自分の家に放火した可能性がある」。マルティアリスの次のエピグラムはそれを告発したものである。
Empta domus fuerat tibi, Tongiliane, ducentis:
Abstulit hanc nimium casus in urbe frequens.
Conlatum est deciens. Rogo, non potes ipse videri
Incendisse tuam, Tongiliane, domum?
-- 第3巻52。大意「トンギリアヌスよ、君は200払って家を買ったが、火事で焼けた。この町ではよくあることだ。それで君は10倍もの金を手にした。聞くが、トンギリアヌスよ、まさか君は自分の家に放火などしていないよね？」。
マルティアリスは当時の医者を次のようにあざける。
Languebam: sed tu comitatus protinus ad me
Venisti centum, Symmache, discipulis.
Centum me tetigere manus aquilone gelatae:
Non habui febrem, Symmache, nunc habeo.
-- 第5巻9。大意「ちょっと具合が悪いと感じただけなのに、医師のシュンマクスよ、100人の医学生を同伴とは。北風に吹かれて凍えた100の手が私を触るわ触るわ。熱はなかったんですよ、シュンマクス、あなたを呼ぶまでは」。
マルティアリスは、ローマ社会の奴隷への虐待についても触れている。彼は些細な間違いでコックを鞭打つルフスという男をたしなめる。
Esse negas coctum leporem poscisque flagella.
Mavis, Rufe, cocum scindere, quam leporem.
-- 第3巻94。大意「君はウサギが料理されていないと言って鞭を求めた。ルフスよ、君はウサギよりコックを切り分けたいんだね」。
マルティアリスのエピグラムを特徴づけているのは、痛烈で容赦ないウィットのセンスだけではない。好色さもそうである。そのことでマルティアリスは文学史におけるInsult comedy（侮辱コメディ、en:Insult comedy）の始祖という地位を得ている。
Mentiris iuvenem tinctis, Laetine, capillis,
Tam subito corvus, qui modo cycnus eras.
Non omnes fallis; scit te Proserpina canum:
Personam capiti detrahet illa tuo.
-- 第3巻43。大意「あなたは若作りしているね、ラエティヌスよ、髪を染めて。ついさっきまで白鳥だったあなたが、突然カラスになった。だが、あなたは誰も欺けない。プロセルピナはあなたの髪が灰色だということをご存じで、あなたの頭から仮面をはぐことになるよ」。
Narrat te, Chione, rumor numquam esse fututam
Atque nihil cunno purius esse tuo.
Tecta tamen non hac, qua debes, parte lavaris:
Si pudor est, transfer subligar in faciem.
-- 第3巻87。大意「世間はこう言っている、キオナよ、あなたはまだ男とやったことがなく、あなたのあそこよりきれいなものはない、と。なのに大事なところを隠してお風呂に入るとは何ごとか。慎みがあるのなら、下着は顔へ持っていけ」。（フェラチオはしたことがあるだろうと暗に仄めかしている）
Liber homo es nimium', dicis mihi, Ceryle, semper.
In te qui dicit, Ceryle, liber homo est?
-- 第1巻67。「"あなたは正直者すぎる"と君はいつも僕に言うね、ケリュルス。ということは、ケリュルス、君に逆らって話す人間なら誰でも正直者なんだね？」。
Utere lactucis et mollibus utere malvis:
Nam faciem durum, Phoebe, cacantis habes.
-- 第3巻89。大意「レタスを食べなさい、柔らかいリンゴを食べなさい。君のためだ、ポエブスよ、糞をたれるときのように苦しそうな顔だから」。

## 評価
マルティアリスの作品はルネサンス期に再発見されて高い評価を得た。ルネサンス期の作家たちはその時代の都市の悪徳と相通じるものをマルティアリスの詩の中に見たのである。
マルティアリスの影響を受けたのは、ユウェナリス、後期古典文学、カロリング朝ルネサンス、フランスとイタリアのルネサンス、スペイン黄金世紀。そしてイギリスやドイツでも、ロマン主義が台頭するまでマルティアリスは人気があった。

### 作品
- Martial on Wikisource
- Liber spectaculorum (in Latin)
- Epigrammata (in Latin) at Bibliotheca Augustana.
- Epigrammaton (in Latin) at The Latin Library.
- Selected Epigrams in translation at Theatre of Pompey: 2:14; 6:9; 10:51; 11:1; 14:29; 14:166
- Some of Martial's more risqué Epigrams translated by Joseph S Salemi
- Selected Epigrams translated by Elizabeth Duke
- Translations from Martial by Franklin P Adams
- Apophoreta (in Latin)
- Xenia (in Latin)

### その他
- Poems by Martial at Poemhunter.com
- Martial Quotations at The Quotations Page
- Martial Blog